# Ammolite

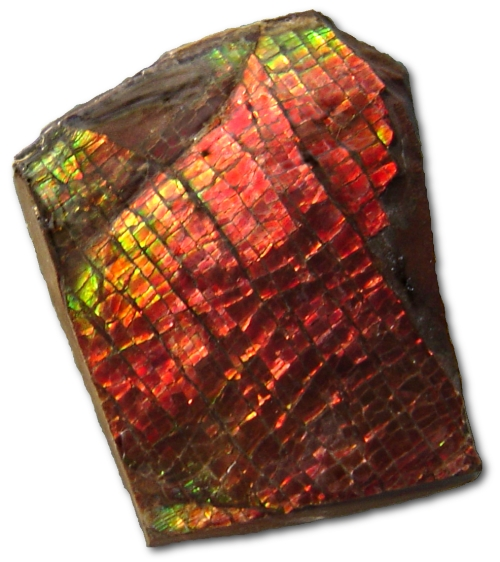
Un échantillon d'ammolite à l'état naturel.

L'ammolite est une pierre ornementale d'origine biogénique, d'aspect rouge-verdâtre et irisé. Elle provient exclusivement de l'est des Montagnes Rocheuses, au Canada et aux États-Unis. Elle est issue de fossiles d'ammonites, des Placenticeras de la formation géologique de Bearpaw Shale. Ces fossiles contiennent de l'aragonite, soit le composant principal de la nacre.
Elle est considérée comme une gemme officielle par la CIBJO depuis 1981, l'année qui a vu commencer son exploitation commerciale. En 2004, elle a été désignée comme la gemme officielle de la Province de l'Alberta, Canada. En bijouterie, l'ammolite rivalise même avec l'opale.

## Composition chimique
En dehors de l’aragonite, cette pierre contient aussi de la calcite, de la pyrite ou de la silice. Des traces d’éléments tels que l’aluminium, le baryum, le chrome, le cuivre, le fer, le magnésium, le manganèse, le strontium, le titane et le vanadium sont également détectés dans sa composition.

## Propriétés physiques
L'ammolite forme en fait une couche très mince, qui fait environ 0,5  à   0,8 mm d'épaisseur. D'ordinaire on la trouve avec sa matrice. 
Sa cristallographie est orthorhombique. Sa dureté n'est pas très élevée, se situant entre 4,5 et 5,5. Sa densité relative est entre 2,6 et 2,85. L'indice de réfraction, mesuré sur des échantillons canadiens grâce à la lumière de sodium, est: α 1,522 ; β 1,672 - 1,673 ; γ 1,676 - 1,679. Sous des rayons ultraviolets, l'ammolite émet une fluorescence de couleur jaune moutarde.

## Utilisation
Cette pierre était connue des amérindiens de la tribu des Pieds-Noirs (Blackfoot). Ils l'utilisaient comme ornement sacré pour des rites précédant la chasse au bison, ainsi qu'à des buts médicaux.